# Château de la Planche
Le château de la Planche est un château situé dans la commune de Grazac dans le département de la Haute-Loire.

## Historique
Le château de la Planche a été initialement construit au XVe siècle en tant que petite maison forte avec une tour d'escalier. Il appartenait à la famille de Fugy, qui a joué un rôle important à la fin du XVIe siècle, lorsque Jean de Fugy, commandant des Ligueurs, y a tenu garnison tout en protégeant le château-prieuré de Grazac. Malheureusement, durant ces conflits, le château a subi des actes de vandalisme. Aux XVIIe et XVIIIe siècles, les sires de Fugy ont géré les biens du prieuré et obtenu des baux à vie. Au XVIIe siècle, le logis a été agrandi avec l'ajout d'une aile à l'est, et des modifications ont été apportées aux ouvertures. L'escalier à vis de la tour a été remplacé par un escalier à mur noyau dans la nouvelle aile. En 1815, la propriété est passée aux Odde du Villard par alliance. Marcel Odde du Villard (1789-1860), juge au tribunal du Puy, passionné de botanique, a créé un parc paysager devant le château pour ses recherches. Au XIXe siècle, le château a été encore agrandi par la construction de deux nouveaux bâtiments à l'est et la reconstruction d'une écurie, qui avait brûlé, en 1825,.

## Description
L’édifice est construit en granit et en pierre, avec une couverture en tuiles. Sa forme est rectangulaire et il est organisé en un plan massé. L'escalier en pierre à mur noyau dessert les différents niveaux du château. Devant le château, un jardin régulier s'étend au sud, agrémenté de bordures de buis et d'un bassin circulaire. Au-delà, le parc paysager s'étend à l'est, relié par une allée cavalière à un bois voisin, et il abrite diverses essences d'arbres et de plantes d'intérêt botanique, ainsi qu'une pièce d'eau. Au centre du parc, une petite tour hexagonale, appelée fabrique, abritait une bibliothèque.
Architecturalement, le château présente une structure simple : un bâtiment rectangulaire en granit, à toiture de tuiles, comportant quatre travées sur trois niveaux et une tour demi-hors-œuvre. Les bases d'échauguettes arasées subsistent aux angles. À l'est, deux petits bâtiments de moindre hauteur ont été ajoutés, tandis que des communs se trouvent à l'ouest, perpendiculairement au château.

## Protection
Le château est inscrit au titre des monuments historiques par arrêté du 13 janvier 2022.